# 努赛贝家族
努赛贝家族（阿拉伯语：‎）是耶路撒冷最古老的阿拉伯家族，其先祖在公元637年随伊斯兰教进入耶路撒冷。
根据传统，努赛贝家族得名于伊斯兰教先知穆罕默德的一位女性同伴（薩哈巴）努赛贝。她是一位辅士，随穆罕默德在战场上战斗，是伊斯兰教早期妇女担任领导角色的例子。自7世纪伊斯兰教进入耶路撒冷后，这个逊尼派家族负责保管圣墓教堂的钥匙。这种安排出现于第二任穆斯林哈里发欧麦尔·本·赫塔卜时期，他希望避免对立的基督教教派为控制圣墓教堂而产生冲突。这种安排虽然只是象征性的，但是提供了该市基督徒所需要的稳定，并且是宽容和宗教间和谐的象征，使努赛贝家族在耶路撒冷的基督教活动中发挥可见的作用（包括西方基督徒的朝圣和访问）。